# Erdrückleitungs-Telegrafie

Schema einer Telegrafenlinie:
(1) Sender (2) Empfänger (3) Taste (4) Batterie (5) Erde (6) Leitung (7) Magnet (8) Schreiber (9) Rolle (10) Walze (11) Walze (12) Papier

Erdrückleitungs-Telegrafie (englisch Earth-return telegraphy), nicht zu verwechseln mit Erdtelegrafie, war eine spezielle Form der (kabelgebundenen) elektrischen Telegrafie, bei der die natürlich gegebene elektrische Leitfähigkeit des Erdbodens für die Rückleitung des elektrischen Stroms genutzt wurde.
Zur Errichtung einer Telegrafenlinie genügte dann ein einzelner Telegrafendraht als elektrischer Leiter. Der Stromkreis wurde über die Erde geschlossen (Punkt 5 im Bild), vorausgesetzt diese war über eine hinreichend niederohmig ausgeführte Erdung angeschlossen. Auf diese Weise ließ sich das System wesentlich vereinfachen, was zu einer erhöhten Betriebssicherheit und deutlich reduzierten Kosten beitrug.

## Geschichte
Im 18. Jahrhundert experimentierten viele Naturphilosophen mit Elektrizität, um mögliche Anwendungen zu erforschen. Einer von ihnen war der englische Naturwissenschaftler Stephen Gray (1666–1736), der im Jahr 1730 die Grundlagen des elektrischen Stromflusses und des Isolators entdeckt hatte und weiter erforschte. Er experimentierte unter anderem mit feuchten Hanfschnüren, die er an Seidenfäden aufhängte. Dabei gelang es ihm, elektrostatische Ladung über mehrere Dutzend Meter zu übertragen. Nach Ersetzen der Hanfschnur durch Metalldraht, konnte die Entfernung auf mehrere Kilometer erhöht werden.
Im Jahr 1746 fand der englische Arzt, Apotheker und Naturforscher Sir William Watson (1715–1787) heraus, dass die Erde als Rückleiter verwendet werden kann. Ein Jahr später errichtete er in London eine drei Kilometer lange Leitung mit Erdungsrückführung quer über die Themse. Als Generator (Spannungsquelle) wurde eine zuvor aufgeladene Leidener Flasche genutzt. Als Indikator („Empfänger“) diente ein Assistent, der den Stromkreis schloss, indem er mit der einen Hand einen Metallstab in das Wasser der Themse tauchte während er mit der anderen Hand das blanke Drahtende hielt. Es wurde berichtet, dass seine Reaktion auf die statische Entladung der Leidener Flasche „das erwartete Ergebnis vollständig bestätigte“.
Offenbar geriet die gewonnene und experimentell bestätigte Erkenntnis der möglichen Erdrückleitung jedoch in der wissenschaftlichen Welt zumindest teilweise wieder in Vergessenheit oder hatte sich nicht hinreichend durchgesetzt.
Mehr als 70 Jahre später ergaben sich grundlegend neue Möglichkeiten zur elektrischen Telegrafie, nachdem 1820 Christian Ørsted die magnetische Wirkung des elektrischen Stromes und 1831 Michael Faraday die elektromagnetische Induktion entdeckt hatten. Darauf aufbauend, errichteten Carl Friedrich Gauß und Wilhelm Weber nur zwei Jahre später, im Jahr 1833, in Göttingen die erste elektromagnetische Telegrafenlinie der Welt.

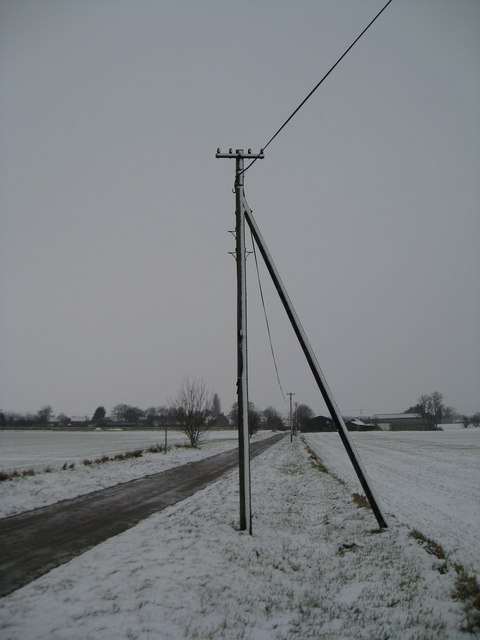
Telegrafenleitung

Kurz darauf gelang es Carl August von Steinheil (1801–1870) die Telegrafie in Bayern und Österreich praktisch einsetzbar zu gestalten. Er hatte bereits 1836, also nur drei Jahre nach der Pioniertat von Gauß und Weber, den ersten brauchbaren Schreibtelegrafen konstruiert und gebaut und auch einen geeigneten Code, die Steinheilschrift, entwickelt. Zwei Jahre später schlug er wichtige Innovation zur verbesserten Praktikabilität von Telegrafenlinien vor: „Zu diesen gehört, ich darf es aussprechen, die von mir zuerst durchgeführte Benützung der leitenden Feuchtigkeit des Erdbodens als Hälfte der Leitungskette.“ (C. A. Steinheil: Beschreibung und Vergleichung der galvanischen Telegraphen Deutschlands). Steinheil nahm an, dass die Möglichkeit, die Erde als Rückleitung zu verwenden, zuvor unbekannt gewesen und erst von ihm entdeckt worden war.
Im Jahr 1844 gelang es Samuel Morse und Alfred Vail mit der Telegrafenlinie Baltimore–Washington ein praktikables System in den Vereinigten Staaten erfolgreich in Betrieb zu nehmen. Daraufhin betrachte Steinheil intensiv den vergleichbaren Stand der Technik in Deutschland und rief 1849 – ohne Rücksicht auf seine eigenen Erfindungen – zu einer einheitlichen Verwendung des Morseapparats sowie des Amerikanischen Morsecodes auf. Letzterer wurde 1851 durch Clemens Gerke wesentlich verbessert und in überarbeiteter Form 1865 in Europa als Standard-Morsecode eingeführt, während in Nordamerika die ursprüngliche Fassung des Amerikanischen Morsecodes weiterhin verwendet wurde.
Allen Kontinenten der Welt gemeinsam und auch deren Verbindung durch Seekabel war die Verwendung dieses Konzepts der Erdrückleitungs-Telegrafie für die nächsten rund fünfzig Jahre, bevor gegen Ende des 19. Jahrhunderts der Siegeszug der drahtlosen Telegrafie begann.